# Зачумлені звірі
«Зачумлені звірі», або «Звірі під час чуми» (фр. Les Animaux malades de la Peste) — перша байка з сьомої книги збірки «Вибрані байки» Жана де Лафонтена. Байка має політичний підтекст, а також підіймає тему безправності стосовно слабких і бідних. Водночас акцентується на вседозволеності багатих і сильних представників суспільства.

## Сюжет
Байка розповідає про те, як серед звірів поширилася епідемія чуми. Король звірів, Лев, вбачав у цьому кару від Бога за якусь тяжку провину, що потребує покути. Лев вирішує, що звірі мають зізнатися у своїх гріхах і того з найбільшою провиною вони повинні принести у жертву. Лев закликає до цілковитої щирості, першим зізнаючись у своїх гріхах. Він визнає, що за своє життя багато вбив і з'їв невинних овець, а також, бувало, й пастуха. Лис, своєю чергою, виправдовує лева, стверджуючи, що він насправді зробив вівцям і пастухам велику честь. Інші звірі також починають картати себе, але кожного з них виправдовують. Коли надходить черга Осла, який поскубав зеленої трави на чужому лузі, але не мав на це права, учений писарчук Вовк виголошує Осла причиною усіх лих і звірі засуджують його на смерть. Байка закінчується мораллю: «Є гроші — маєш право, Немає — то під суд іди».

## Переклади українською
Українською мовою байку переклали Іван Світличний і Микита Годованець.

## Ілюстрації

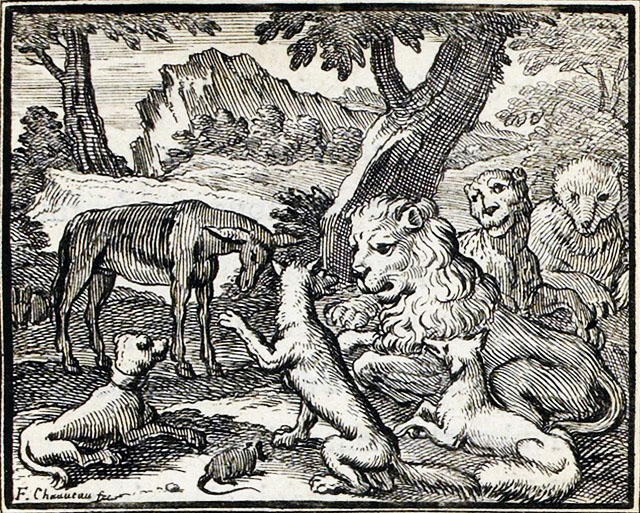
I
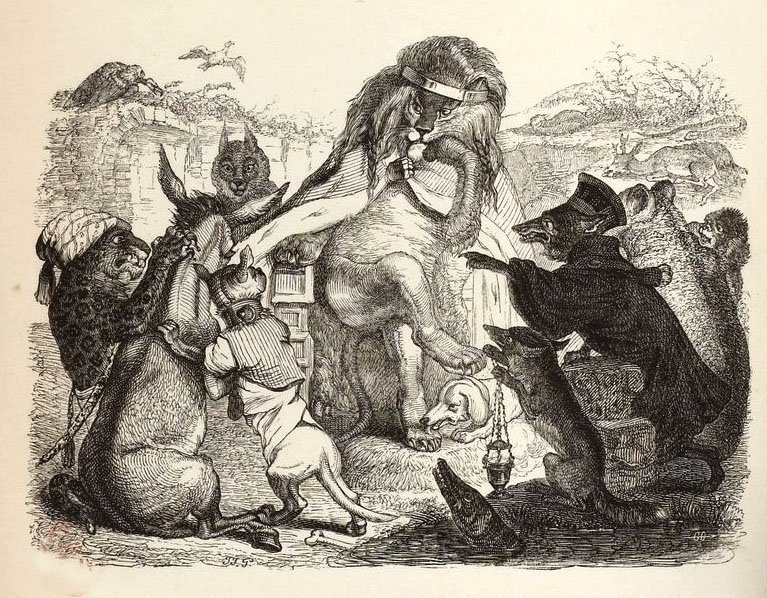
II
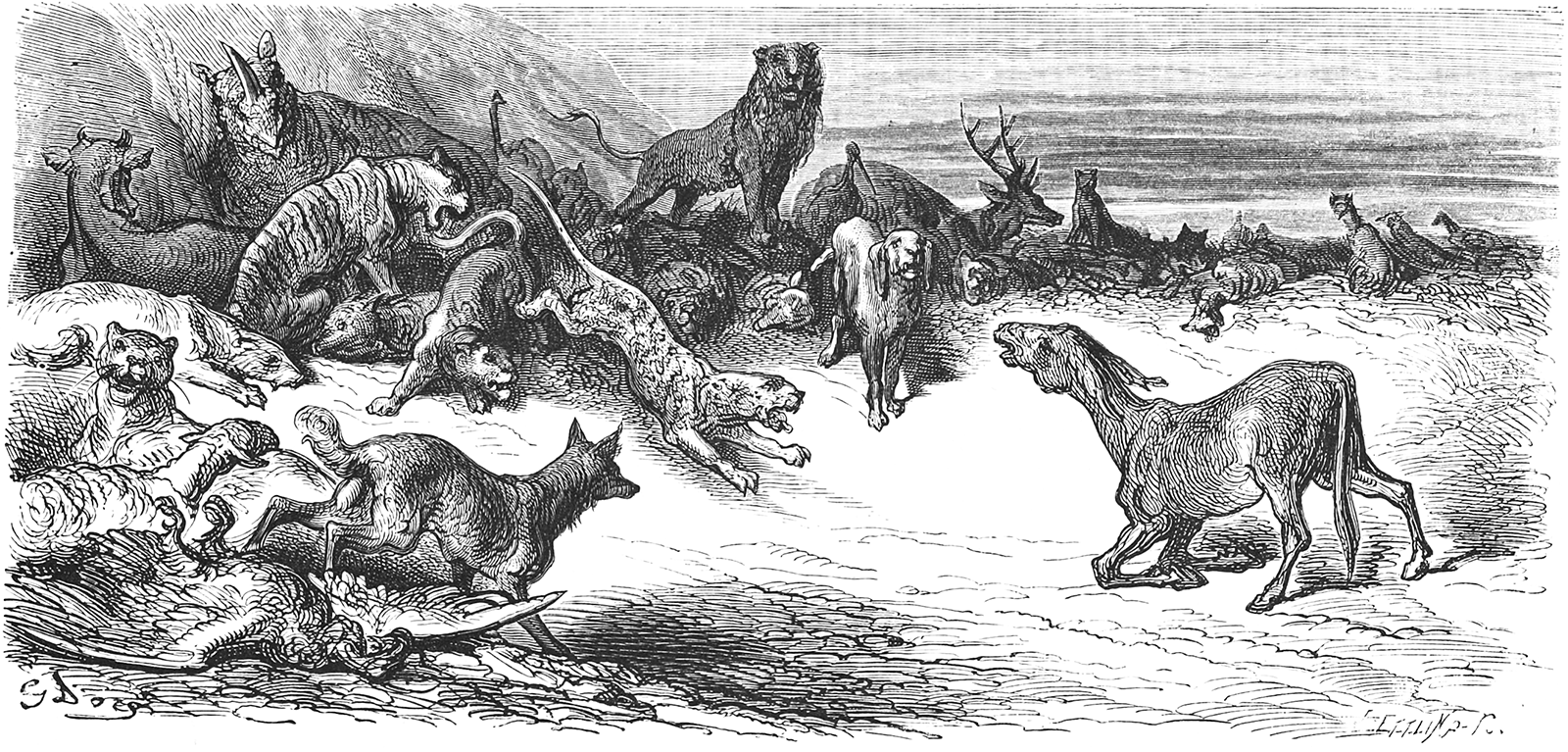
III
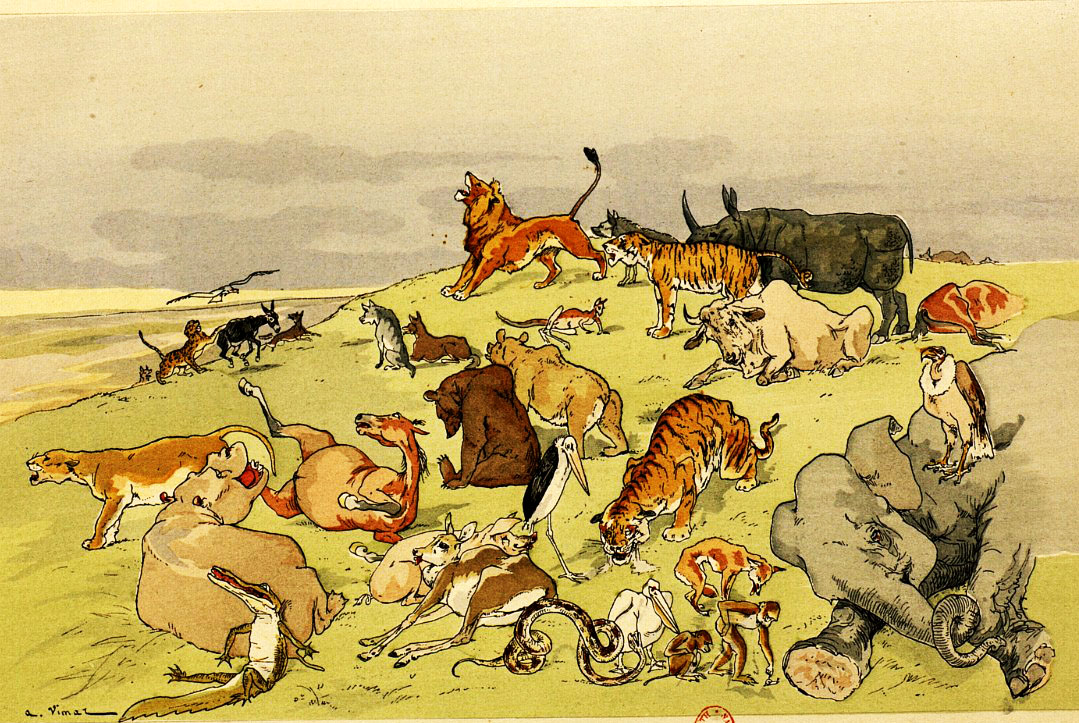
IV
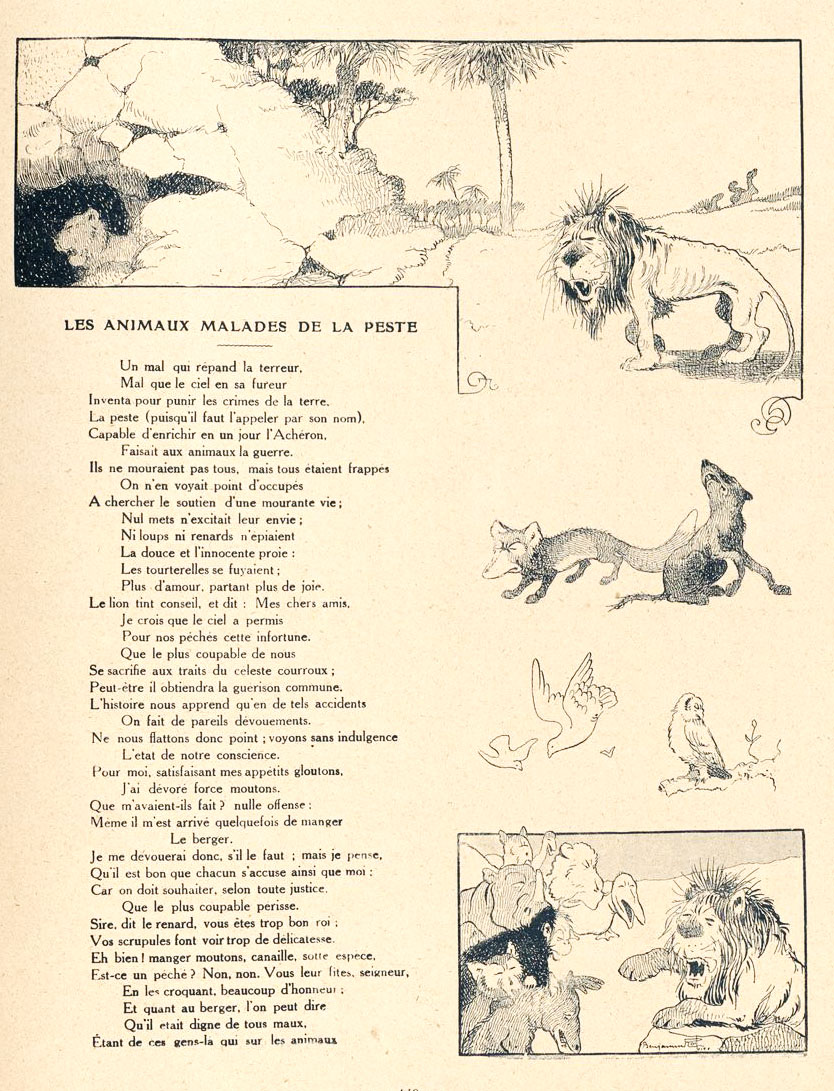
V